# Rubus holzfussii
Rubus holzfussii — вид квіткових рослин з родини трояндових (Rosaceae). Ареал: сх. Чехія, пд. Польща.
Вид описаний у Сілезії, знайдений у північно-західній частині басейну Котлини Раціборської.